# Hans Nesna
Hans Nesna, pseudoniem van Jan Pieter Jansen (27 januari 1897 - Hollandsche Rading, 2 december 1958), was een Nederlands journalist en schrijver van romans en toneelstukken. 

## Biografie
Nesna werd geboren in 1887 onder de naam Jan Pieter Jansen. Al op jonge leeftijd was hij werkzaam bij Filmfabriek Hollandia in Haarlem. 
In 1919 regisseerde hij met Maurits Binger de film Een Carmen van het Noorden. In 1919 schreef hij het scenario van de film De damescoupeur.
Van 1919 tot 1958 schreef hij veel toneelstukken. Als journalist schreef hij ook een aantal boeken over de Tweede Wereldoorlog (de Nederlandse mobilisatie en de hongerwinter) en over het Duitsland van vlak na de oorlog. In de jaren veertig schreef hij een aantal sociale romans.

### Romans
- 1941 - En het leven begon opnieuw
- 1942 - Een kind werd u gegeven...
- 1944 - De betere wereld
- 1946 - De broedertrouw - roman van de binnenvaart
- 1947 - Troebel water - Roman van de binnenvaart
- 1948 - De wonderlijke avonturen van den heer Rompula
- 1948 - Daar midden op de heide....

### Kinderboek
- 1943 - De wonderlijke avonturen van Baron van Münchhausen

### Toneelstukken (selectie)
- 1919 - Heb je d'r last van ??
- 1921 - Perzik en pruim
- 1926 - De groene kikker
- 1931 - Felix Bressart Revue
- 1948 - Mogen wij zwijgen?
- 1951 - De ideale vrouw: Schets voor 1 dame en 1 heer
- 1952 - Een baby van 1000 weken
- 1953 - De stoel van de koning
- 1955 - Vader Job: Toneelstuk in 3 bedrijven
- 1955 - Het suikerklontje
- 1955 - Erik en Irene
- 1965 - De gouden kooi

### Tweede Wereldoorlog
- 1940 - Toen het vaderland riep...
- 1946 - Hongerprocessie - De heldenstrijd onzer hongerende landgenooten in den barren winter van het jaar 1945
- 1947 - Zoo leeft Duitschland op de puinhopen van het Derde Rijk
- 1949 - Dans op de vulkaan

### Overig
- 1937 - Paris om middernacht van 10 - 4 (met Leo Faust)
- 1950 - Circus (J. van Doveren, naverteld door Hans Nesna)